# 千曲錦酒造
千曲錦酒造株式会社（ちくまにしきしゅぞう）は、長野県佐久市の酒造会社。「千曲錦」などの日本酒のほか、焼酎や化粧品を製造している。

## 沿革
創業家の原家は、武田信玄家臣の原虎胤の子孫であり、武田氏滅亡後に佐久市岩村田に移住したと伝えられる。創業は1681年であるとされ、1682年には、原弥八郎が庄屋を務めるとともに「吉田屋」の号で酒屋を開いていたことが確認できる。その後、明治期に入り、東京での「千曲錦」販路拡大に成功し、1929年には吉田屋から千曲錦酒造株式会社へと株式会社化した。
1962年には市街地にあった本社および工場を移転し、規模の拡大を図っている。ワインやリキュール、原料アルコール、焼酎甲類の製造を行っていた時期もあったが、これらの事業からは撤退し、清酒や焼酎乙類などの製造に集中することとなった。1986年11月および1993年11月には、関東信越国税局の酒類鑑評会で優勝している。2008年、株式会社本久（長野市）のグループ会社となった。
かつては子会社に佐久セントラルホテルがあり、岩村田でホテルを運営していた。佐久セントラルホテルは佐久市の主なホテルの一つであり、冠婚葬祭需要をもとにバブル期の1993年6月期には5億4,500万円の年商があった。しかし競争の激化により利用者が減少し、また老朽化したホテルの補修費が増大したため、業績が悪化した。親会社の千曲錦酒造は自社グラウンドの売却による資金繰りを図ったものの、2008年に子会社の清算とホテルの閉鎖を決定して、同事業から撤退している。
2012年には民事再生中の諏訪市の酒造会社である麗人酒造の経営再建のスポンサーとなっている。麗人酒造を子会社化するとともに、千曲錦の社長が麗人酒造の社長を兼務し、低価格帯の日本酒の新発売などによるラインアップ充実を支援した。

## 商品・製造
代表商品は日本酒の「千曲錦」であり、軽井沢を訪れた別荘客にも多く飲まれている。2016年には、手軽に飲める酒の一般化にともない、千曲錦の純米原酒の缶入りでの販売にも乗り出した。銘柄の由来は紅葉映える千曲川から。他の日本酒の銘柄では「帰山」があり、淡麗辛口の日本酒の流行に対抗するため、濃醇旨口の酒となっている。
戦前から焼酎作りも行っており、米、そば、クマザサ、長野県産ナガイモを原料としている。銘柄としては県の古名（科野）にちなんだ「しな野」など。この他、日本酒成分のアミノ酸などに保湿効果があることを利用して、千曲錦純米酒を使った化粧品「美肌仕込み」も販売している。
製造施設については、自社で精米機を所有していることと、仕込み蔵が3階建てであることに特徴がある。また、焼酎の樽の貯蔵場では、クラシック音楽を流しているという。工場見学による集客にも注力しており、工場にはアンテナショップも存在している。